# Wolfram(VI)-bromid
Wolfram(VI)-bromid ist eine anorganische chemische Verbindung des Wolframs aus der Gruppe der Bromide.

## Gewinnung und Darstellung
Wolfram(VI)-bromid kann durch Reaktion von Wolfram(V)-bromid mit Brom bei Raumtemperatur unter Sauerstoffausschluss und Schutzatmosphäre gewonnen werden.
{\displaystyle {\ce {2WBr5 + Br2 -> 2WBr6}}}
Ebenfalls möglich ist die Darstellung durch Reaktion von Wolframhexacarbonyl mit Brom oder durch Reaktion von Wolfram(VI)-chlorid mit Bor(III)-bromid.
{\displaystyle {\ce {W(CO)6 + 3Br2 -> WBr6 + 6CO}}}

## Eigenschaften
Wolfram(VI)-bromid ist ein äußerst hydrolyseempfindliches dunkelgraues Pulver oder blass-grauer, metallisch glänzender Feststoff. Es reagiert bei Raumtemperatur langsam mit trockenem Sauerstoff unter Brom-Abgabe. Oberhalb 200 °C erfolgt rasche Zersetzung in Wolfram(V)-bromid und Brom. Die Kristallstruktur (trigonal, Raumgruppe R3 (Raumgruppen-Nr. 148)) besteht aus isolierten WBr6-Oktaedern.